# Série de championnat de la Ligue nationale de baseball 1977
La Série de championnat de la Ligue nationale de baseball 1977 était la série finale de la Ligue nationale de baseball, dont l'issue a déterminé le représentant de cette ligue à la Série mondiale 1977, la grande finale des Ligues majeures.
Cette série trois de cinq débute le mardi 4 octobre 1977 et se termine le samedi 8 octobre par une victoire des Dodgers de Los Angeles, trois matchs à un sur les Phillies de Philadelphie.
C'est en 1977 qu'est pour la première fois remis le prix du joueur par excellence de la Série de championnat et cet honneur est décerné à Dusty Baker, des Dodgers.

## Équipes en présence
Alors que la Ligue américaine voit en 1977 deux de ses équipes atteindre le plateau des 100 victoires en saison régulière (Kansas City avec 102 et New Yor avec 100), les Phillies de Philadelphie s'affirment comme le meilleur club de la Ligue nationale et remportent le championnat de la division Est avec 101 victoires contre 61 défaites. Égalant leur performance de la saison précédente, les Phillies sont une fois de plus la deuxième meilleure formation du baseball majeur durant le calendrier régulier et gagnent le second de trois titres de division consécutifs.
Les Dodgers de Los Angeles, fort d'une fiche de 98 gains contre 64 revers, décrochent le titre de la section Ouest de la Nationale et accèdent aux séries éliminatoires pour la première fois depuis 1974, année où ils avaient perdu en Série mondiale contre Oakland. 
Les deux clubs prennent part aux Séries de championnat pour la seconde fois de leur histoire. Les Phillies avaient perdu à leur tentative précédente, en Série de championnat 1976 contre Cincinnati.

## Déroulement de la série

### Calendrier des rencontres
| Match | Date      | Visiteur                 | Hôte                     | Score |
| ----- | --------- | ------------------------ | ------------------------ | ----- |
| 1     | 4 octobre | Phillies de Philadelphie | Dodgers de Los Angeles   | 7 - 5 |
| 2     | 5 octobre | Phillies de Philadelphie | Dodgers de Los Angeles   | 1 - 7 |
| 3     | 7 octobre | Dodgers de Los Angeles   | Phillies de Philadelphie | 6 - 5 |
| 4     | 8 octobre | Dodgers de Los Angeles   | Phillies de Philadelphie | 4 - 1 |

### Match 1
Mardi 4 octobre 1977 au Dodger Stadium, Los Angeles, Californie.
| Phillies de Philadelphie | 2 | 0 | 0 | 0 | 2 | 1 | 0 | 0 | 2 | 7 | 9 | 0 |
| Dodgers de Los Angeles | 0 | 0 | 0 | 0 | 1 | 0 | 4 | 0 | 0 | 5 | 9 | 2 |
| Lanceurs partants : PHI : Steve Carlton LA : Tommy John Vic. : Gene Garber (1-0) Déf. : Elias Sosa (0-1) Sauv. : Tug McGraw (1) HRs : PHI : Greg Luzinski (1) LA : Ron Cey (1) |   |   |   |   |   |   |   |   |   |   |   |   |

### Match 2
Mercredi 5 octobre 1977 au Dodger Stadium, Los Angeles, Californie.
| Phillies de Philadelphie | 0 | 0 | 1 | 0 | 0 | 0 | 0 | 0 | 0 | 1 | 9 | 1 |
| Dodgers de Los Angeles | 0 | 0 | 1 | 4 | 0 | 1 | 1 | 0 | X | 7 | 9 | 1 |
| Lanceurs partants : PHI : Jim Lonborg LA : Don Sutton Vic. : Don Sutton (1-0) Déf. : Jim Lonborg (0-1) HRs : PHI : Bake McBride (1) LA : Dusty Baker (1) |   |   |   |   |   |   |   |   |   |   |   |   |

### Match 3
Vendredi 7 octobre 1977 au Veterans Stadium, Philadelphie, Pennsylvanie.
| Dodgers de Los Angeles | 0 | 2 | 0 | 1 | 0 | 0 | 0 | 0 | 3 | 6 | 12 | 2 |
| Phillies de Philadelphie | 0 | 3 | 0 | 0 | 0 | 0 | 0 | 2 | 0 | 5 | 6  | 2 |
| Lanceurs partants : LA : Burt Hooton PHI : Larry Christenson Vic. : Lance Rautzhan (1-0) Déf. : Gene Garber (1-1) Sauv. : Mike Garman (1) |   |   |   |   |   |   |   |   |   |   |    |   |

### Match 4
Samedi 8 octobre 1977 au Veterans Stadium, Philadelphie, Pennsylvanie.
| Dodgers de Los Angeles | 0 | 2 | 0 | 0 | 2 | 0 | 0 | 0 | 0 | 4 | 5 | 0 |
| Phillies de Philadelphie | 0 | 0 | 0 | 1 | 0 | 0 | 0 | 0 | 0 | 1 | 7 | 0 |
| Lanceurs partants : LA : Tommy John PHI : Steve Carlton Vic. : Tommy John (1-0) Déf. : Steve Carlton (0-1) HRs : LA : Dusty Baker (2) |   |   |   |   |   |   |   |   |   |   |   |   |

## Joueur par excellence

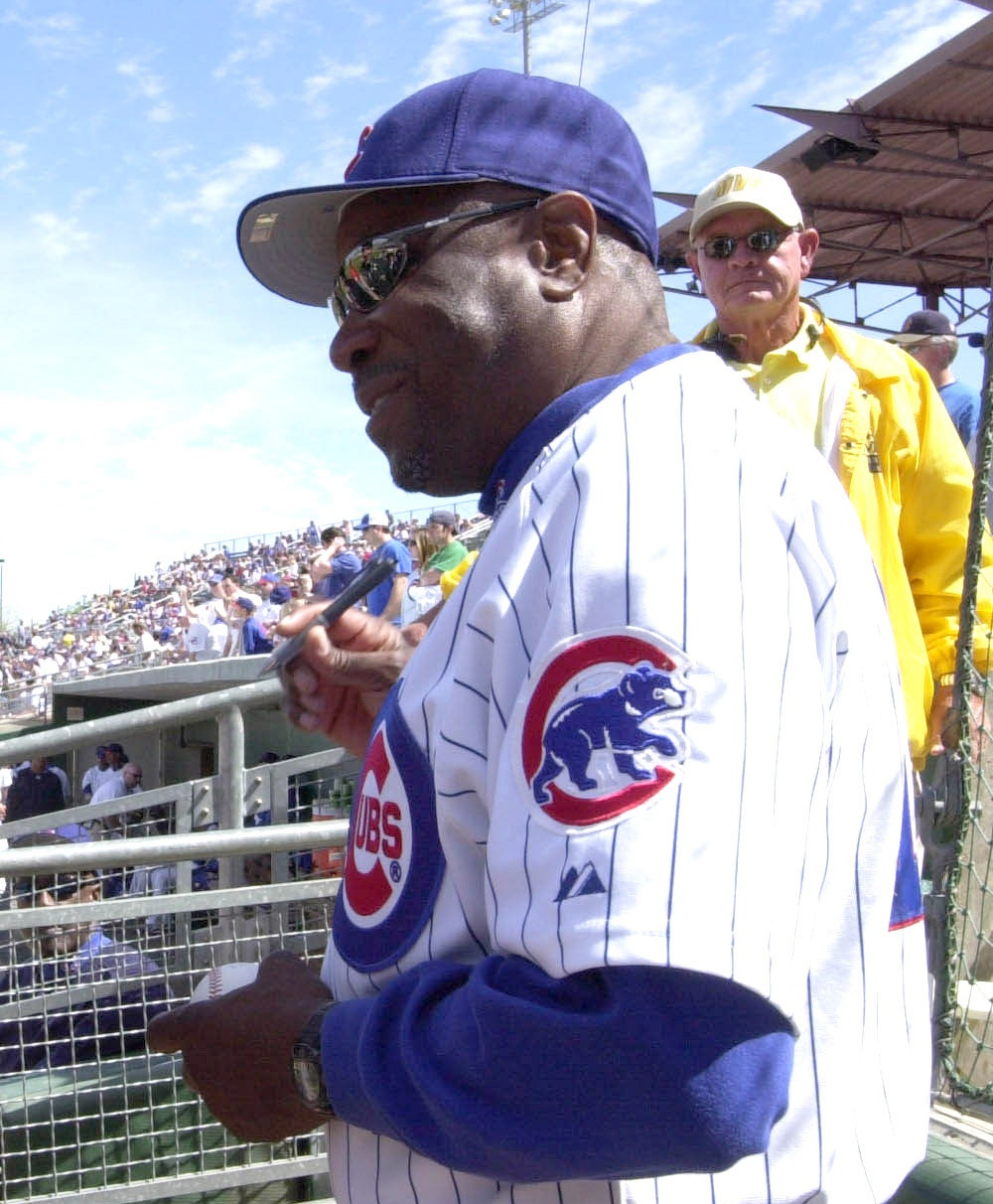
Dusty Baker, ici comme manager des Cubs en 2006, est le joueur par excellence de la Série de championnat 1977 pour Los Angeles.

C'est en 1977 qu'est remis pour la première fois le prix du joueur par excellence de la Série de championnat. Seule la Ligue nationale de baseball le remet pendant trois saisons, avant que la Ligue américaine ne commence à faire de même à partir de 1980. En 1977, ce titre est décerné au voltigeur des Dodgers de Los Angeles Dusty Baker. 
Au cours de la série de quatre parties contre Philadelphie, Baker affiche une moyenne au bâton de ,357 et une moyenne de puissance de ,857 grâce à cinq coups sûrs, dont un double et deux coups de circuit. Il totalise huit points produits durant cette séquence. Son premier circuit de la série est un grand chelem aux dépens de Jim Lonborg en quatrième manche du deuxième match, qui brise l'égalité de 1-1 et propulse les Dodgers vers un gain de 7-1.